# Секуєнь (комуна, Нямц)
Секуєнь, Секуєні (рум. Secuieni) — комуна у повіті Нямц в Румунії. До складу комуни входять такі села (дані про населення за 2002 рік):
- Башта (684 особи)
- Биржовень (328 осіб)
- Богзешть (70 осіб)
- Бутнерешть (827 осіб)
- Джулешть (194 особи)
- Прежешть (110 осіб)
- Секуєнь (979 осіб)
- Секуєній-Ной (277 осіб)
- Унчешть (172 особи)

Комуна розташована на відстані 275 км на північ від Бухареста, 37 км на схід від П'ятра-Нямца, 65 км на південний захід від Ясс.

## Населення
За даними перепису населення 2002 року у комуні проживала 3641 особа.
Національний склад населення комуни:
| Національність   | Кількість осіб | Відсоток |
| ---------------- | -------------- | -------- |
| румуни           | 3640           | > 99,9%  |
| росіяни-липовани | 1              | < 0,1%   |

Рідною мовою назвали:
| Мова      | Кількість осіб | Відсоток |
| --------- | -------------- | -------- |
| румунська | 3639           | 99,9%    |
| угорська  | 1              | < 0,1%   |
| російська | 1              | < 0,1%   |

Склад населення комуни за віросповіданням:
| Релігія        | Кількість осіб | Відсоток |
| -------------- | -------------- | -------- |
| православні    | 3620           | 99,4%    |
| римо-католики  | 13             | 0,4%     |
| адвентисти     | 5              | 0,1%     |
| реформати      | 1              | < 0,1%   |
| греко-католики | 1              | < 0,1%   |
| баптисти       | 1              | < 0,1%   |

## Зовнішні посилання
- Дані про комуну Секуєнь на сайті Ghidul Primăriilor